# Cheiracanthium seidlitzi
Cheiracanthium seidlitzi là một loài nhện trong họ Miturgidae.
Loài này thuộc chi Cheiracanthium. Cheiracanthium seidlitzi được Ludwig Carl Christian Koch miêu tả năm 1864.